# أبو يوسف يعقوب بن يوسف المنصور
أبو يوسف يعقوب بن يوسف المنصور بالله (اختصارًا: يعقوب الخليفة الموحد أو يعقوب المنصور) (1160 - 23 يناير 1199) هو سلطانٌ وثالث خلفاء الموحدين ببلاد المغرب. خلف والده أبو يعقوب يوسف. حكم من 1184 حتى وفاته في مراكش عام 1199. تميز عهده بالمشاريع الكبيرة سيما في العمارة والجيش؛ حيثُ بنى مسجد الكتبية في مراكش، وأزمع في بناء أكبر مسجد بالعالم(صومعة حسان) في الرباط إلا أن المنية وافته تاركا ورش صومعة حسان في بداياته.
إذ احتضن ابن رشد ومحمد الوغليسي في بلاطه وحماهما، وهزم ألفونسو الثامن ملك قشتالة في معركة الأرك في 19 يوليو 1195م؛ عقِب هذا النصر اتخذ لقب "المنصور بالله".

## وصفه
قال ابن خلكان: كان صافي السمرة جدا، إلى الطول ما هو جميل الوجه أفوه أعين شديد الكحل ضخم الأعضاء جهوري الصوت جزل الألفاظ، من أصدق الناس لهجة وأحسنهم حديثاً وأكثرهم إصابة بالظن.

## توليه السلطة
بعد وفاة أبي يعقوب يوسف بن عبد المؤمن سنة 1184م اجتمع رأي أشياخ الموحدين وبني عبد المؤمن على تقديم يعقوب المنصور فبايعوه وعقدوا له الولاية، ودعوه أميرَ المؤمنين كأبيه وجده ولقبوه بالمنصور.

### خروج ابن الغانية
كان علي بن يوسف بن تاشفين قد استعمل على الجزائر الشرقية من بلاد الأندلس «محمد بن علي بن يحيى المسوفي»، فتوارثها بنوه من بعده إلى أيام «يوسف بن عبد المؤمن». فبعث إليه «محمد بن إسحاق المسوفي» بالطاعة، فقبل ذلك منه، وبعث إليه قائده «علي بن الروبرتير» ليختبر أمره ويعقد له البيعة عليه ويؤكد الأمر في ذلك.
وكان لـ «محمد بن إسحاق» إخوة عدة يساهمونه في الرياسة. فلما انتهى إليهم «ابن الروبرتير» وعلموا الأمر الذي قدم لأجله، أنكروا على أخيهم ذلك لأنه لم يكن أعلمهم بمكاتبة «يوسف بن عبد المؤمن». فخلصوا نجيا دونه وتقبضوا عليه وعلى «ابن الروبرتير»، وقدموا مكانه أخاهم «علي بن إسحاق بن محمد» المعروف بابن الغانية.

### مراسلة السلطان صلاح الدين الأيوبي ليعقوب المنصور الموحدي
حين حرر صلاح الدين الأيوبي بيت المقدس، تجمع الفرنج من كل جهة، وتتابعت أساطيلهم بالمدد من كل ناحية وصوب إلى الثغور القريبة من بيت المقدس، واعترضوا أسطول صلاح الدين. ولم يستطع مواجهتهم لضعف أساطيله يومئذ، فبعث صلاح الدين إلى المنصور يطلب إعانته بالأساطيل لقتال الفرنجة؛ فلما وصل الرسول إلى المغرب، وجد المنصور في الأندلس، فانتظره بفاس حتى عاد. فقدم له الكتاب وكان عنوانه: «من صلاح الدين إلى أمير المسلمين». وفي أوله: «الفقير إلى الله تعالى (يوسف بن أيوب) وبعد، الحمد لله الذي استعمل على الملة الحنيفة من استعمر الأرض وأغنى من أهلها من سأله القرض وأجرى على يده النافلة والفرض وزين سماء الملة بدرارى الذراري التي بعضها بعض.» وهو كتاب طويل.

### معركة الأرك

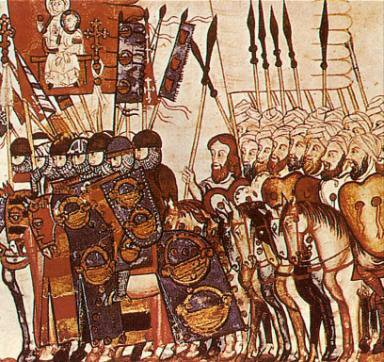
معركة الأرك.

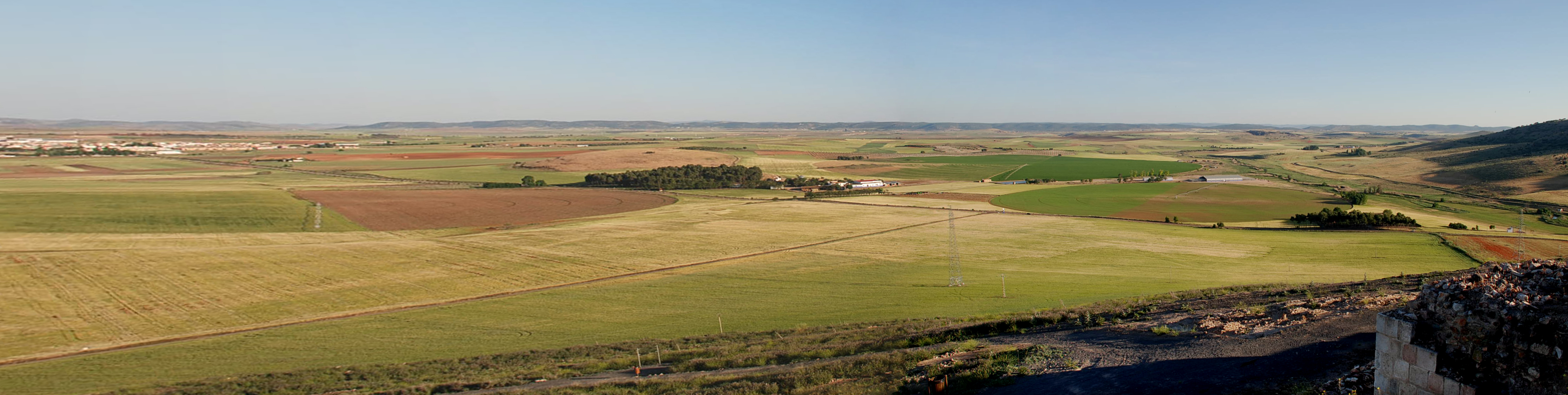
ساحة معركة الأرك.

وفي 9 شعبان 591هـ/1195م كانت موقعة الأرك الفاصلة، وقبيل ذلك بقليل بدأ المتطوعون في الجيش الموحدي في التقدم قليلا لجس النبض، اتبع القشتاليون نظاما متميزا واستراتيجيا، وهو نزول الجيش على دفعات كلما ووجه الجيش بمقاومة عنيفة واستبدال مقدمة الجيش بمقدمة أخرى في كل مرة يقاومون فيها. بعث القشتاليون في مستهل الأمر 70 ألف فارسل، ووصفهم ابن عذاري في كتابه البيان المغرب في اختصار أخبار ملوك الأندلس والمغرب كبحر هائج تتالت أمواجه وقد ردَّ الموحدون المسلمون هجمة الجيش الأولى فما كان من القشتاليين إلا أن أمروا بإرسال دفعةٍ ثانية، وقد قاومها الموحدون مقاومة عاتية جدا مما حدا بلوبيز دي هارو بإرسال قوة كبيرة لتفكيك مقدمة الجيش والقضاء عليها.
فلما تبين ذلك للسلطان المنصور نزل بنفسه دون جيشه في شجاعة نادرة، وأخذ يمر على كل القبائل والصفوف يقول: «جددوا نياتكم وأحضروا قلوبكم».

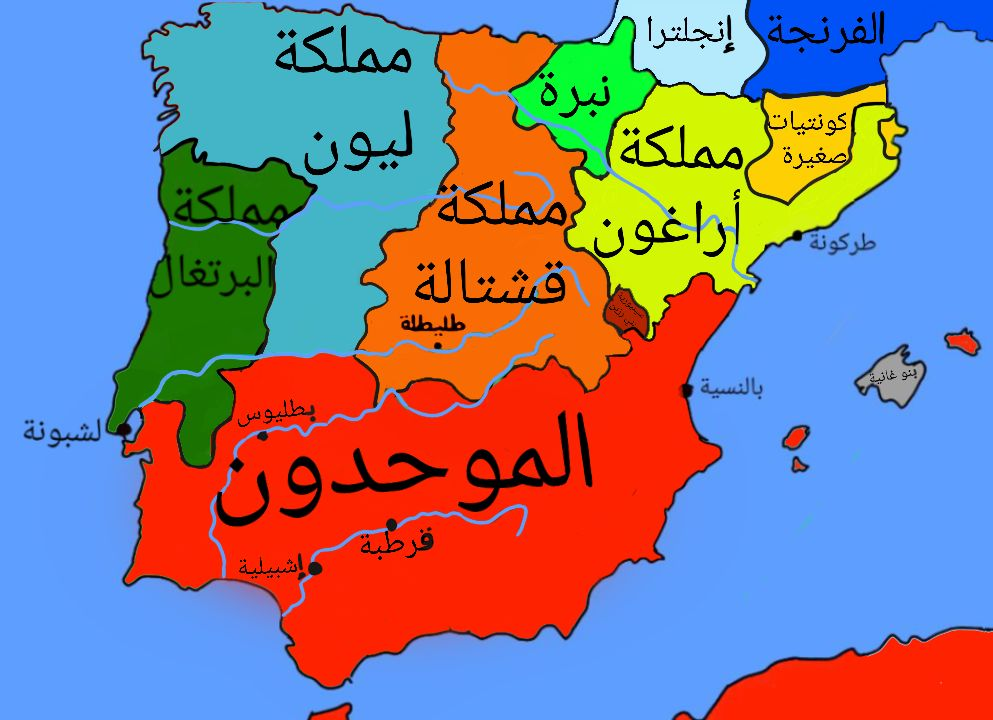
الأندلس في عهد المنصور الموحدي بعد انتصار معركة الأرك

رد المسلمون هجمات القشتاليين مرتين، ولكن العرب والبربر استنفدوا جميع قواهم لردِّ هذا الهجوم العنيف، وعززت قوات القشتاليين بقوى جديدة وهجموا للمرة الثالثة، وضاعفوا جهودهم، واقتحموا صفوف المسلمين وفرقوها، وقتلوا قسما منها، وأرغم الباقون على التراجع، واستشهد آلاف من المسلمين في تلك الصدمة، منهم القائد العام أبو يحيى بن أبي حفص، الذي سقط وهو يقاتل بمنتهى البسالة. واستمر القشتاليون في هجومهم وأخذوا يخترقون الجيش حتى وصلوا إلى قلب الجيش الموحدي.
اعتقد النصارى أن النصر قد لاح لهم وأن الدائرة قد دارت على المسلمين بعد أن حطموا قلب جيش الموحدين وقذفوا فيه الوهن، ولكن الأندلسيين بقيادة ابن صناديد وبعض بطون زناته، وهم الذين يكونون الجناح الأيمن، هجموا عندئذ على قلب الجيش القشتالي، فأضعفوا بذلك تقدم الفرسان القشتاليين، وكان يتولى قيادته ملك قشتالة نفسه، يحيط به عشرة آلاف من امهر الفرسان، منهم فرسان الداوية وفرسان قلعة رباح، فلقي ألفونسو المسلمين بقيادة ابن صناديد دون وجل فاستطاعوا ان يحاصروا القشتالين وفصلوا بين مقدمة جيشهم ومؤخرته. وفي تلك الأثناء خرج السلطان المنصور فتعاون جميع أقسام الجيش الإسلامي على الإطاحة بمن حوصر من القشتاليين -الذين كانوا أغلب الجيش- وقتلوا منهم خلقا كثيرا وفر الباقون.

## وفاة يعقوب المنصور
ولمَّا وصل المنصور إلى مراكش، أمر باتخاذ الأحواض والروايا وآلات السفر للتوجه إلى بلاد إفريقية. فاجتمع إليه مشايخ الموحدين وقالوا له: «يا سيدنا، قد طالت غيبتنا بالأندلس فمنا من له 5 سنين وغير ذلك. فتنعم علينا بالمهلة هذا العام وتكون الحركة في أول سنة 595هـ/1198م»، فأجابهم إلى ذلك.
وبعد هذا تنافرت الروايات في أمره، فمنهم من قال إنه ترك ما كان فيه وتجرد وساح في الأرض حتى انتهى إلى بلاد الشرق، وهو مستخفٍ حتى مات. وقيل إنه بعد أن انتهت فترة حكمه، جال في الأرض إلى أن وصل إلى منطقة في بلاد الشام هي اليوم في لبنان حيث دفن على قمة تلة في البقاع الغربي وهي الآن قرية تعرف باسمه «قرية السلطان يعقوب» وفيها مزار لهذا السلطان.
ومنهم من قال إنه لما رجع إلى مراكش توفي في جمادى الأولى: أمر السلطان الموحدي أبو يوسف يعقوب المنصور شيوخ الموحدين بالاجتماع حين شعر بالموت يدنو منه، ثم قال وقد اغرورقت عيناه بالدموع: «أيها الناس، أوصيكم بتقوى الله تعالى وبالأيتام واليتيمة.» قال أبو محمد عبد الواحد: «يا سيدنا يا أمير المؤمنين، ومن الأيتام واليتيمة؟» قال: «اليتيمة جزيرة الأندلس، والأيتام سكانها المسلمون. وإياكم والغفلة فيما يصلح بها من تشييد أسوارها وحماية ثغورها وتربية أجنادها وتوفير رعيتها. ولتعلموا أعزكم الله أنه ليس في نفوسنا أعظم من همها، ونحن الآن قد استودعنا الله تعالى وحسن نظركم فيها، فانظروا أمن المسلمين وأجروا الشرائع على منهاجها». وبمنيته انتهى العصر الذهبي لأشْبِيِلِيَة في الأندلس.

## مآثره العمرانية
اهتم المنصور بالبناء والتشييد والعمران؛ فبنى مدينة الرباط، ومسجد سلا الكبير، ومدرسته الجوفية. وبنى أيضا جامع حسان، والجامع الأعظم بقصبة مراكش، وصومعة الكتبية.

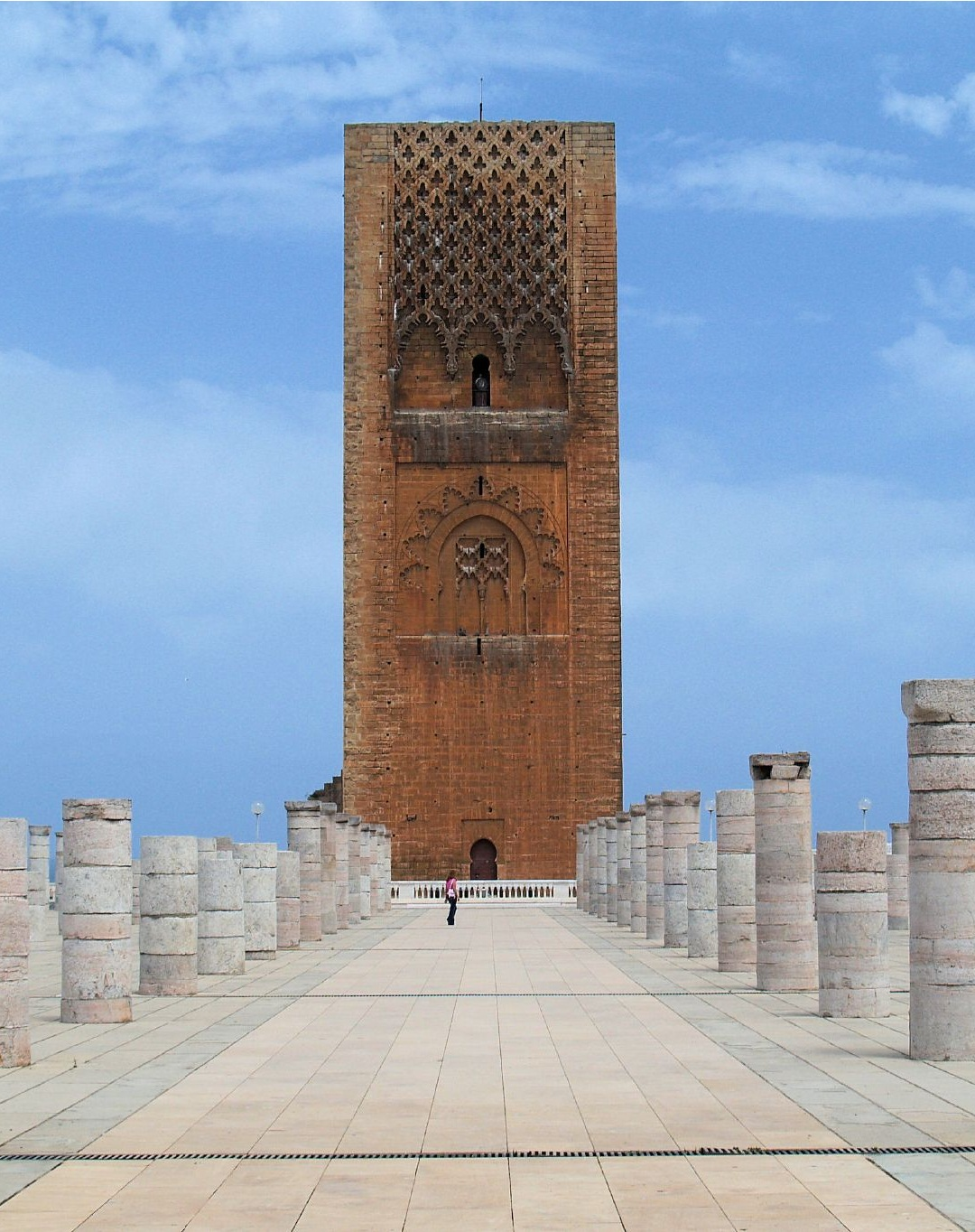
صومعة حسان من مآثر المنصور بالرباط

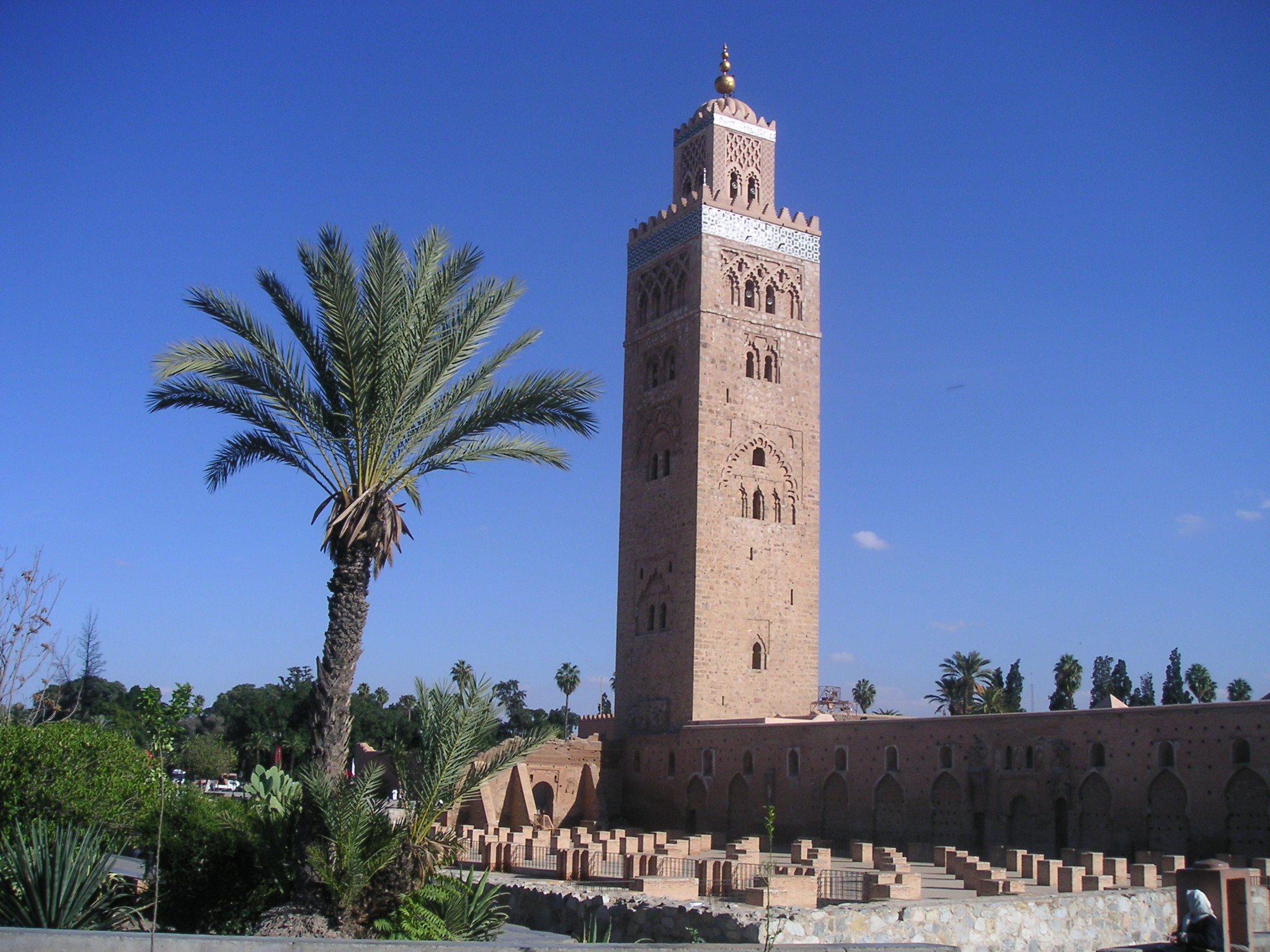
صومعة الكتبية بمراكش